# Conchaspis angraeci
Conchaspis angraeci är en insektsart som beskrevs av Cockerell 1893. Conchaspis angraeci ingår i släktet Conchaspis och familjen Conchaspididae. Inga underarter finns listade i Catalogue of Life.